# 三重県立上野高等学校
三重県立上野高等学校（みえけんりつ うえのこうとうがっこう）は、三重県伊賀市上野丸之内にある公立高等学校。略称は「上高」（うえこう）。

## 概要
校訓は「自彊不息（たゆまぬ努力を続けるの意）」。校歌は山口誓子の作詞。また、現在上野高校で使用されているチャイムは、1982年から使用されるようになった。1999年に創立100周年を迎えた。長らく普通科のみの設置であったが、2009年に理数科が設置されている。
上野高校を象徴する白亜の明治校舎は1900年（明治33年）に建築、1989年（平成元年）に三重県指定有形文化財に指定された。この他、横光利一記念館がある。NHKの朝ドラ『なっちゃんの写真館』では、主人公がテニスをするシーンで明治校舎前のテニスコートが使用された。
最寄り駅は、伊賀鉄道伊賀線上野市駅。上野高校周辺は、崇廣堂、上野西小学校、崇広中学校が甍をつらね、伊賀市の文教地区を形成している。藤堂高虎が築城した上野城も近い。
マスコットキャラクターとして「ぶんぶん」が制作・制定されている。文武両道の意である。

### 進路
大半の生徒が大学へ進学しており、進学先として国公立大学は、地元の三重大学が多いが、難関国立大（いわゆる旧帝大）の大阪大学、名古屋大学などにも毎年数名が進学する。過去には東京大学や京都大学といった最難関大学へも毎年数名の合格者を出していたが、近年は伊賀地域の優秀層が四日市高校や津高校へ流出するようになったことで、数年に一度の輩出に留まっている。私立大学では関関同立や産近甲龍など京阪神方面が多いが、関東の慶應義塾大学や早稲田大学への進学者も毎年数名出している。

### 歴史
前身は三重県立第三中学校であり、第一中学校が前身の津高校、第二中学校が前身の四日市高校、第四中学校が前身の宇治山田高校とは兄弟のような関係である。戦後の学制改革により、阿山高女、上野市立高女と統合され現在に至る。
- 1899年4月1日 - 三重県第三尋常中学校として開校。
- 1919年8月4日 - 三重県立上野中学校に改称。
- 1948年5月23日 - 学制改革により、三重県立阿山高等女学校と統合、三重県上野北高等学校となる。
- 1949年4月1日 - 学区制実施により、三重県上野南高等学校（旧上野市立高等女学校、旧上野市立農学校、旧三重県上野工業学校）と統合、三重県上野高等学校となる。
- 1951年3月31日 - 南校舎が三重県上野商工高等学校（のちの上野工業高校と上野商業高校）として分離独立。
- 1955年4月1日 - 三重県立上野高等学校に改称。
- 1956年4月1日 - 花之木分校が募集停止。
- 1964年4月1日 - 家庭科が募集停止、上野商業高校に統合される。
- 1967年4月1日 - 大山田分校が募集停止。
- 1968年4月1日 - 春日分校が伊賀高校として分離独立。
- 1972年4月1日 - 河合分校が募集停止。
- 1973年4月1日 - 農業学科が上野農業高校として分離独立。
- 2009年4月1日 - 理数科を設置。
- 2019年 - スーパーサイエンスハイスクール（SSH）に指定される。

## 部活動
文武両道を目指し、さかんに行われている。
特に野球とサッカーは伝統のあるクラブで部員数も多く、過去にサッカー部は全国大会に幾度も出場し、選手権大会で全国準優勝を果たしたこともある。新聞部が発行する学校新聞は三重県の高校で唯一縮刷版を発行しており、1940年代後半まで記事をさかのぼることができる。

### 運動部
- 卓球部（男・女）
- 硬式野球部
- サッカー部
- 陸上部（男・女）
- バレーボール部（男・女）
- ハンドボール部（男・女）
- バスケットボール部（男・女）
- 硬式テニス部（男・女）
- 女子ソフトボール部
- 弓道部
- 剣道部

### 文化部
- 吹奏楽部
- ギター・マンドリン部
- 新聞部
- 写真部
- 化学部
- 演劇部
- 茶道部
- 華道部
- 美術部
- 書道部
- 放送部
- 将棋部
- あすなろインターアクト部

など

## 学校行事
- 海外研修
英国キング・エドワード6世校（英語版）との交換留学。希望者のみ
平成28年度はオーストラリアへの留学
令和2年度からは、台湾
- 月ヶ瀬マラソン
男子は月ヶ瀬中心部までの約12km、女子は岡八幡宮までの約8km
現在は交通整理の不行き届きにより中止、如月マラソンに転向
- 上高祭
春の体育祭と秋の文化祭を総称して呼ぶ

## 交通アクセス
- 伊賀鉄道伊賀線上野市駅下車徒歩5分。
- 三重交通バス崇広堂前下車徒歩2分。

## 著名な卒業生

### 政治家・官僚・軍人
- 磯矢伍郎 - 陸軍軍人。中将、陸軍参謀本部第3部長、マライ軍政監。
- 稲浦鹿蔵 - 建設官僚。建設事務次官、参議院議員、土木学会会長。勲二等。
- 大森洪太 - 司法官僚。東京控訴院長、司法次官、大審院部長。勲一等瑞宝章。
- 奥瀬平七郎 - 政治家。上野市長（「忍術市長」）。忍術研究家。小説家。
- 斎藤昇 - 政治家、内務官僚。運輸大臣、厚生大臣、初代警察庁長官、内務次官、参議院議員。
- 嶋崎重和 - 海軍軍人。少将。
- 富井清 - 政治家。京都市長。医師。尺八奏者。
- 中井徳次郎 - 政治家。衆議院議員、上野市長。
- 中川幸子 - 外交官。マリ共和国大使。
- 前田光嘉 - 建設官僚。建設事務次官、日本道路公団総裁。勲一等瑞宝章。

### 実業家
- 岡本直之 - バス事業家、鉄道業家。三重交通グループホールディングス社長、近畿日本鉄道副社長。
- 出口治明 - 保険業家。ライフネット生命保険創業者・社長。
- 福持通 - 宿泊業家。都ホテル社長。
- 南直哉 - 電力業家。東京電力社長。

### 学者
- 猪木正道 - 政治学者。防衛大学校校長、京都大学名誉教授。勲一等瑞宝章、文化功労者、紫綬褒章。
- 沖森卓也 - 言語学者。立教大学教授。
- 城戸久 - 建築学者。名古屋工業大学学長。紫綬褒章。
- 倉阪秀史 - 経済学者。千葉大学教授。
- 静永健 - 文学研究者。九州大学教授、中唐文学会会長。日本中国学会賞。
- 清水潔 - 歴史学者。皇学館大学学長。
- 高橋義仁 - 経営学者。専修大学教授。
- 中野実 - 政治学者。明治学院大学教授。
- 増田四郎 - 歴史学者。一橋大学学長。文化勲章、日本学士院会員。
- 由良哲次 - 哲学者。日本大学教授。

### マスメディア関係者
- 岡本栄 - アナウンサー（関西テレビ）。伊賀市長。
- 高田覚 - 記者 (朝日新聞社)。テレビ朝日取締役。朝日新聞社取締役、東京本社経済部長。
- 田畑彦右衛門 - 記者（NHK）。NHK解説委員、三重県総合文化センター総長。
- 稲森彩 - アナウンサー（琉球放送）。三重テレビ放送報道記者。

### 文芸家
- 李正子 - 歌人。
- 伊藤たかみ - 小説家。芥川賞。
- 岸宏子 - 脚本家、小説家。ギャラクシー賞選奨、NHK放送文化賞、紫綬褒章。
- 國友尚 - 脚本家。
- 倉阪鬼一郎 - 小説家。
- 巽昌章 - ミステリー評論家。日本推理作家協会賞評論その他の部門。弁護士。
- 麻耶雄嵩 - 小説家。日本推理作家協会賞長編及び連作短編集部門。
- 横光利一 - 小説家。芥川賞選考委員（第1回 - 第20回）。

### 芸術家
- 榊莫山 - 書家。
- 菅生千穂 - クラリネット奏者。
- 田中ほさな - 漫画家。
- 西公平 - 漫画家。
- 福森道歩 - 陶芸家。
- 古川タク - アニメーション作家。日本アニメーション協会会長。旭日小綬章、紫綬褒章。
- ボマーン - 漫画家。

### 芸能人
- アヤヲ - 歌手。Gulliver Getボーカル。
- 草山公汰 - お笑い芸人。たらちね。
- 椎名桔平 - 俳優。日本アカデミー賞優秀助演男優賞。
- 平井堅 - 歌手。日本ゴールドディスク大賞ソング・オブ・ザ・イヤー。
- 松本キック - コメディアン、舞台役者。松本ハウス。
- 宮下真依 - グラビアアイドル。
- 村田渚 - コメディアン。フォークダンスDE成子坂、鼻エンジン。
- 山路和弘 - 俳優、声優。菊田一夫演劇賞演劇賞。